# Тырков, Владимир Дмитриевич
Владимир Дмитриевич Тырков (1869 — 1916) — русский контр-адмирал, участник русско-японской и Первой мировой войн, герой Порт-Артура.

## Биография
В 1889 году — Окончил Морское училище. 1895 году присвоено звание Лейтенант.
В 1901 году окончил Минный офицерский класс.
1901—1903 — Служил на эсминце «Осётр».
18 марта—7 сентября 1904 — Командир миноносца «Разящий». Во время обороны Порт-Артура, в самые тяжёлые её месяцы, когда подходы по внешнему рейду крепости были перекрыты сплошными минными зааграаждениями, 11 августа 1904 года при тралении акватории миноносец «Разящий», под командованием лейтенанта В. Д. Тыркова 2-го, для расстрела обнаруженных плавающих мин, отклонилвшись от курса, подорвался. В результате взрыва в средней корпуса корабль получил повреждения. Часть экипажа выбросило за борт, трое погибло, двенадцать моряков получили ранения, среди последних был и командир корабля. На помощь терпящему бедствие пришли миноносцы «Расторопный» и «Выносливый», но второй, также подорвался, налетев на мину, и сразу затонул. После того как «Расторопный» на буксире привёл «Разящего» в гавань, обнаружилось, что полученные последним повреждения были настолько незначительными, что для возвращения его в строй даже не потребовалось ремонта .
18 декабря 1904—1906 — Командир миноносца «Скорый».
В 1904 году после сдачи крепости увёл «Скорый» (со знамёнами и секретными документами крепости) в Чифу, где миноносец был интернирован до конца войны.
В 1905 году  причислен к Сибирскому флотскому экипажу.
С 1906 года Капитан 2-го ранга,
С 19 декабря 1911 — начальник 5-го дивизиона миноносцев Балтийского моря.
С 1912 года — Капитан 1-го ранга.
20.10 1914 — 29.03.1915 — Командир линейного корабля «Император Павел I».
С 1915 года — Контр-адмирал.

## Награды
- Орден Святого Станислава III степени (1903).
- Мечи и бант к ордену Святого Станислава (18.06.1904)
- Золотое оружие «За храбрость».